# Villa Durazzo-Pallavicini
Villa Durazzo Pallavicini è una storica dimora nobiliare sita nel comune di Genova. Si trova a Pegli, quartiere residenziale del ponente cittadino. Il complesso, oggi di proprietà del comune di Genova, si compone di un palazzo, sede del museo di archeologia ligure, di un parco di quasi 9 ha tra i maggiori giardini storici a livello europeo e di un giardino botanico intitolato alla nobildonna Clelia Durazzo. L'ingresso si trova accanto alla stazione ferroviaria di Genova-Pegli.
Villa e parco nelle forme attuali risalgono alla metà dell'Ottocento, ma il complesso nasce nel Seicento per volere della famiglia Grimaldi. La proprietà, oltre ai Grimaldi, fu posseduta da altre due importanti famiglie di quel tempo, i Durazzo e i Pallavicini, tutte imparentate fra loro.
Nel 2017 viene dichiarato "Parco più bello d'Italia".

## Storia

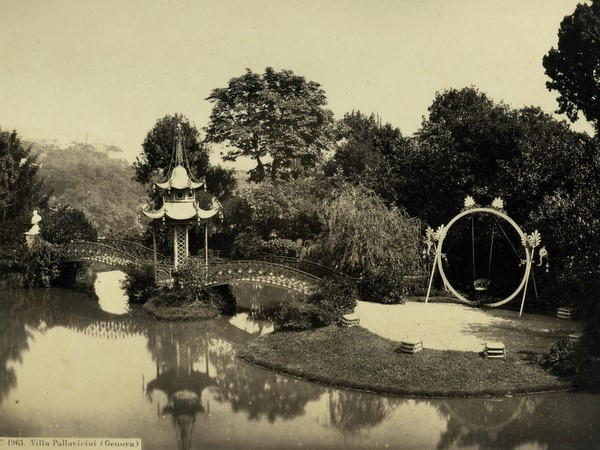
Il parco della villa in un'immagine di Giorgio Sommer (circa 1880)

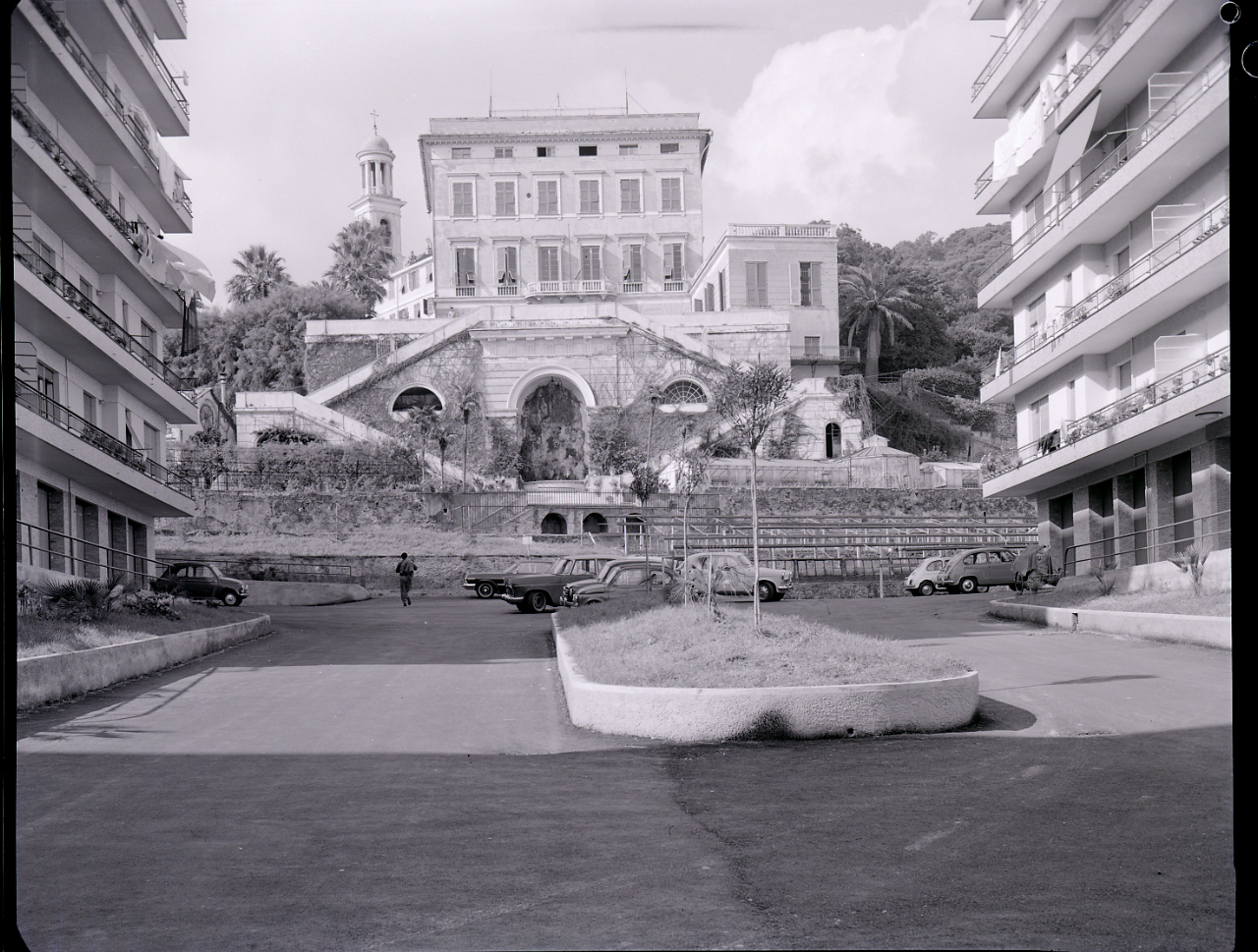
La villa e ai piedi il giardino botanico in una foto di Paolo Monti del 1963

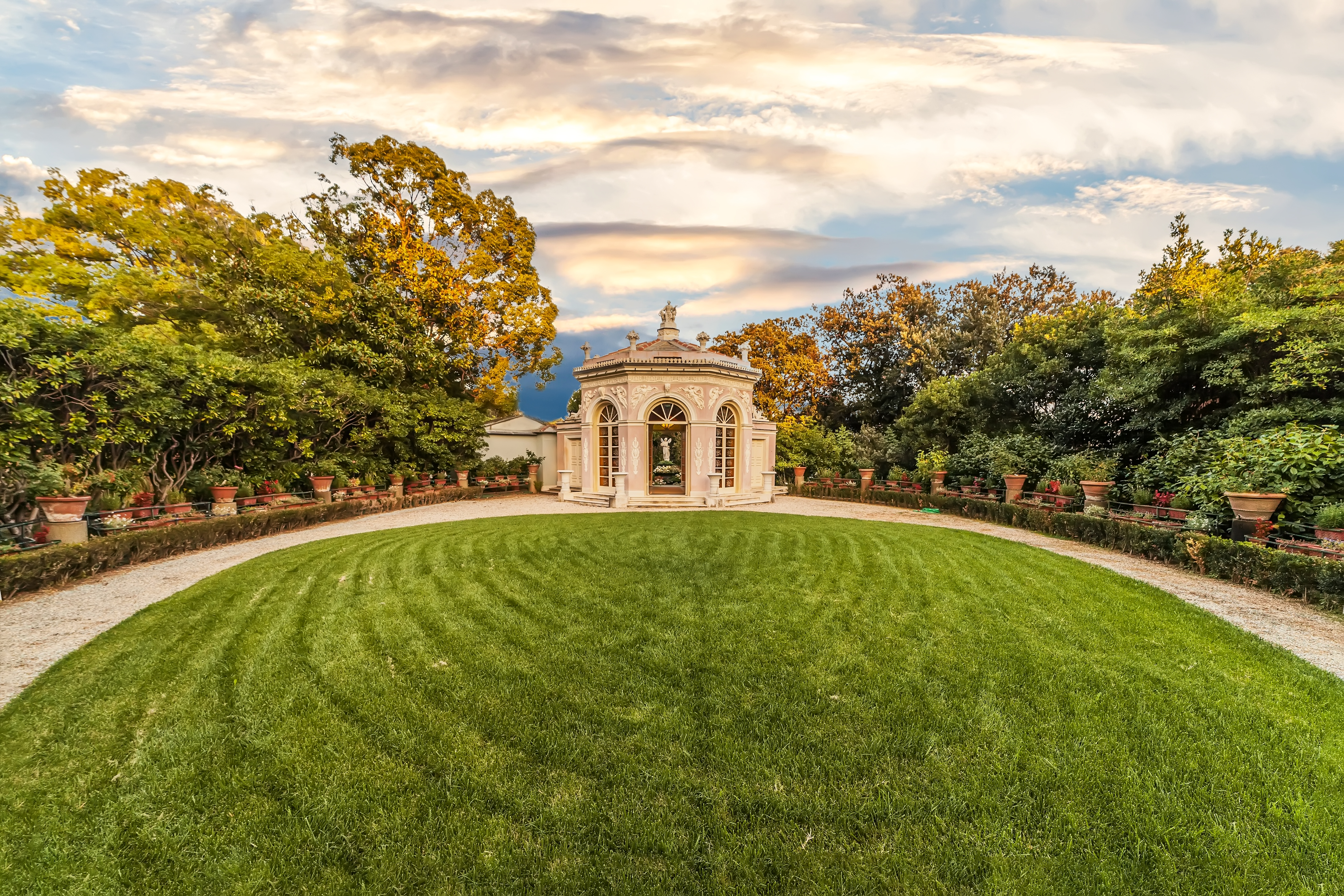
Giardino della villa

Il parco che vediamo oggi fu realizzato tra il 1840 e il 1846 per volere del nipote della marchesa Clelia Durazzo, Ignazio Alessandro Pallavicini, che ne affidò la progettazione e la realizzazione a Michele Canzio, scenografo del teatro Carlo Felice e insegnante presso l'Accademia ligustica di belle arti.
All'inaugurazione, che si tenne nel 1846, in concomitanza con l'VIII Congresso degli Scienziati Italiani, parteciparono numerosi studiosi botanici invitati dal marchese Pallavicini.
La villa, in stile neoclassico, edificata in posizione dominante sulla collina di San Martino, alle spalle di Pegli, è il risultato del rifacimento del palazzo di villeggiatura seicentesco appartenuto a Giovanni Battista Grimaldi, doge della Repubblica di Genova dal 1752 al 1754 dal quale la proprietà passò per via ereditaria ad altri esponenti della famiglia Grimaldi. Il nipote Giuseppe, figlio di un altro doge, Pier Francesco Grimaldi, sposò Clelia Durazzo, appartenente ad un'altra importante famiglia genovese, botanica di fama internazionale, che nel 1794 fece realizzare il giardino botanico che porta il suo nome. Giuseppe Grimaldi morì nel 1820, Clelia Durazzo, ritiratasi nella villa dopo la morte del marito, vi morì nel 1837. I coniugi Grimaldi non avevano eredi diretti e quindi nel 1840, dopo una contrastata successione, il complesso divenne proprietà di Ignazio Alessandro Pallavicini, lontano nipote della marchesa.

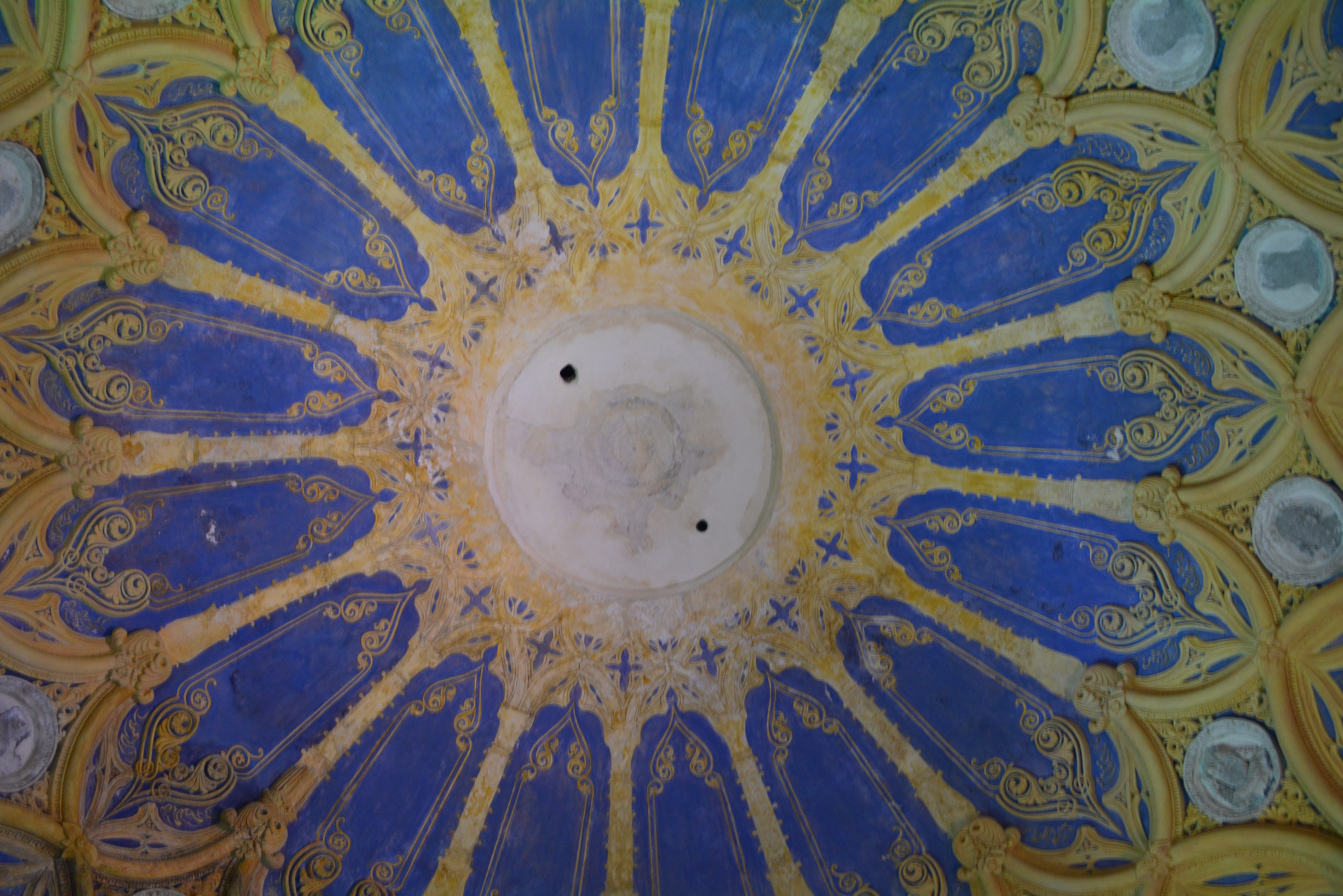
Affresco nel fortino

Il complesso architettonico di Villa Durazzo Pallavicini non rappresenta una semplice riproposizione delle ville nobiliari suburbane dei secoli precedenti, edificate come sfarzosi luoghi di svago delle famiglie patrizie, esclusivi ed autocelebrativi: il rifacimento voluto da Ignazio Pallavicini, in forme neoclassiche e rielaborato nell'ottica del romanticismo, in linea con il pensiero artistico e culturale dell'epoca, si inquadrava nel contesto del rinnovamento urbanistico di Pegli, che di lì a poco, grazie anche alla costruzione della ferrovia Genova-Voltri, si sarebbe affermata come centro turistico di rinomanza europea. Il suo parco romantico, aperto al pubblico, sia pure a pagamento, a differenza degli esclusivi giardini delle antiche ville patrizie, divenne da subito motivo di grande richiamo vantando annualmente migliaia di visitatori.
Negli anni a cavallo tra Ottocento e Novecento si confermò il ruolo della villa come punto di attrazione della cittadina. Da Ignazio Pallavicini, morto nel 1871, la villa passò alla figlia Teresa, moglie di Marcello Durazzo, entrambi unici discendenti delle rispettive famiglie, e da loro al nipote Giacomo Filippo Durazzo Pallavicini, che ottenne il diritto a portare il doppio cognome, da cui l'attuale denominazione, morto nel 1921. La vedova Matilde Giustiniani la donò al comune di Genova nel 1928, con il vincolo di destinare l'edificio ad uso culturale e mantenere il parco aperto al pubblico. Dal 1936 il palazzo ospita il museo di archeologia ligure.
Negli anni sessanta il parco subì gravi danni in seguito ai lavori di costruzione della sottostante galleria autostradale, che ne causarono la chiusura, protrattasi fino alla fine degli anni ottanta. Dopo lunghi lavori di restauro il parco è stato riaperto al pubblico nel 1992. Terminati altri lavori di risistemazione iniziati nel 2014, che hanno comportato limitazioni alle visite, il parco è stato definitivamente riaperto al pubblico a settembre 2016.

## Descrizione

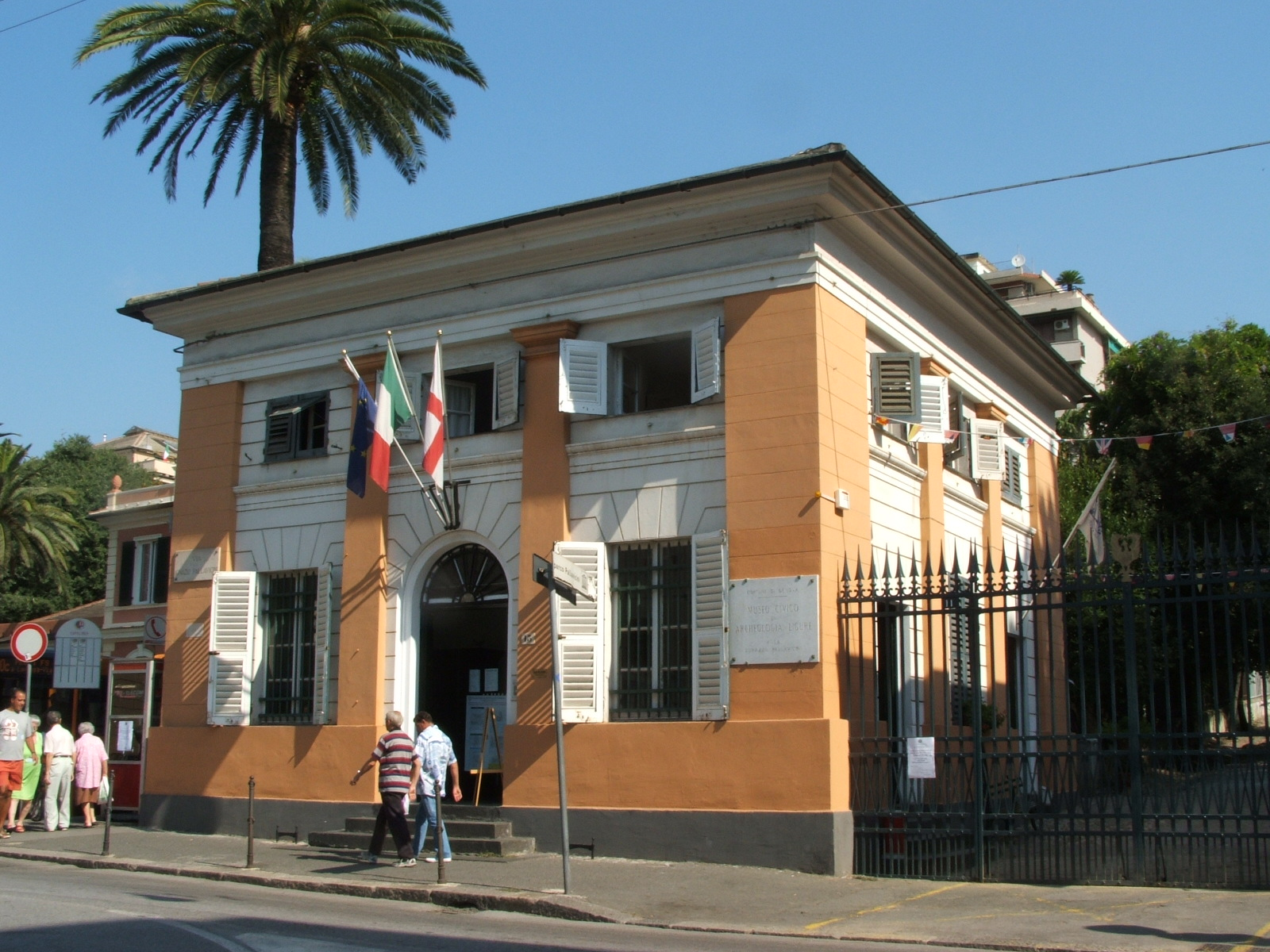
Ingresso su via Ignazio Pallavicini

La villa sorge alla sommità della collina di San Martino ed è raccordata con i sottostanti giardini da un complesso di scenografiche terrazze e scalinate. Il progetto di ristrutturazione in forme neoclassiche del palazzo e la realizzazione del parco vennero affidati a Michele Canzio, che fu anche direttore dei lavori. L'architetto Angelo Scaniglia fu invece incaricato della costruzione del viale di accesso sopraelevato, che sostituiva la scomoda stradina che collegava il vecchio palazzo dei Grimaldi con il centro di Pegli.
Nel 1857, con la costruzione della ferrovia e dell'adiacente stazione, una parte del viale diventò strada pubblica; risale a quell'epoca la realizzazione dell'attuale ingresso con le due palazzine gemelle, da dove un viale ornato di lecci sale alla villa, superando la ferrovia su un cavalcavia in leggera pendenza.

### Villa

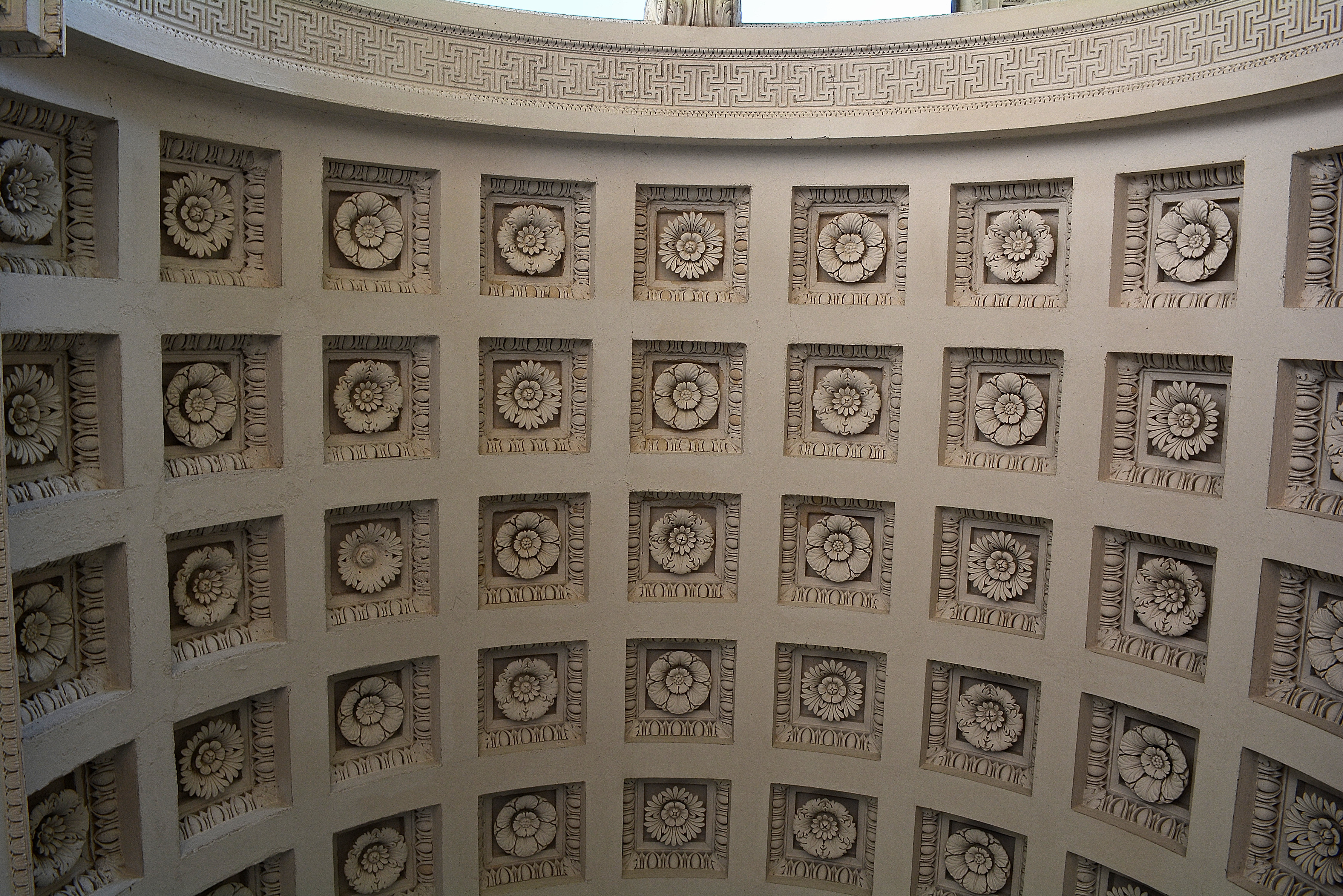
Volta dell'arco

L'edificio, di forme massicce e squadrate, ha il fronte principale rivolto a levante. Per le sue grandi dimensioni si imponeva un tempo sul paesaggio della sottostante piana, urbanizzata nel secondo dopoguerra; alti caseggiati moderni hanno preso il posto di orti e frutteti e nascondendolo parzialmente alla vista, non è quindi più possibile cogliere il senso di imponenza pensato dai costruttori.
Il palazzo è articolato su quattro piani, con un'ampia terrazza panoramica antistante l'ingresso principale; l'articolazione degli spazi interni ed i relativi decori sono anch'essi ispirati al repertorio neoclassico, anche se non mancano richiami al gusto settecentesco, come la decorazione a tempera e stucco della "Sala verde". Vi sono dipinti murali dovuti allo stesso Michele Canzio ed a Giuseppe Isola, andati in parte distrutti nel 1869 per il crollo del soffitto. L'affresco nel salone al piano nobile che rappresenta l'Arbitrato di Leone XIII tra Germania e Spagna, opera del genovese Oldoino Multedo risale invece al 1887.

### Parco

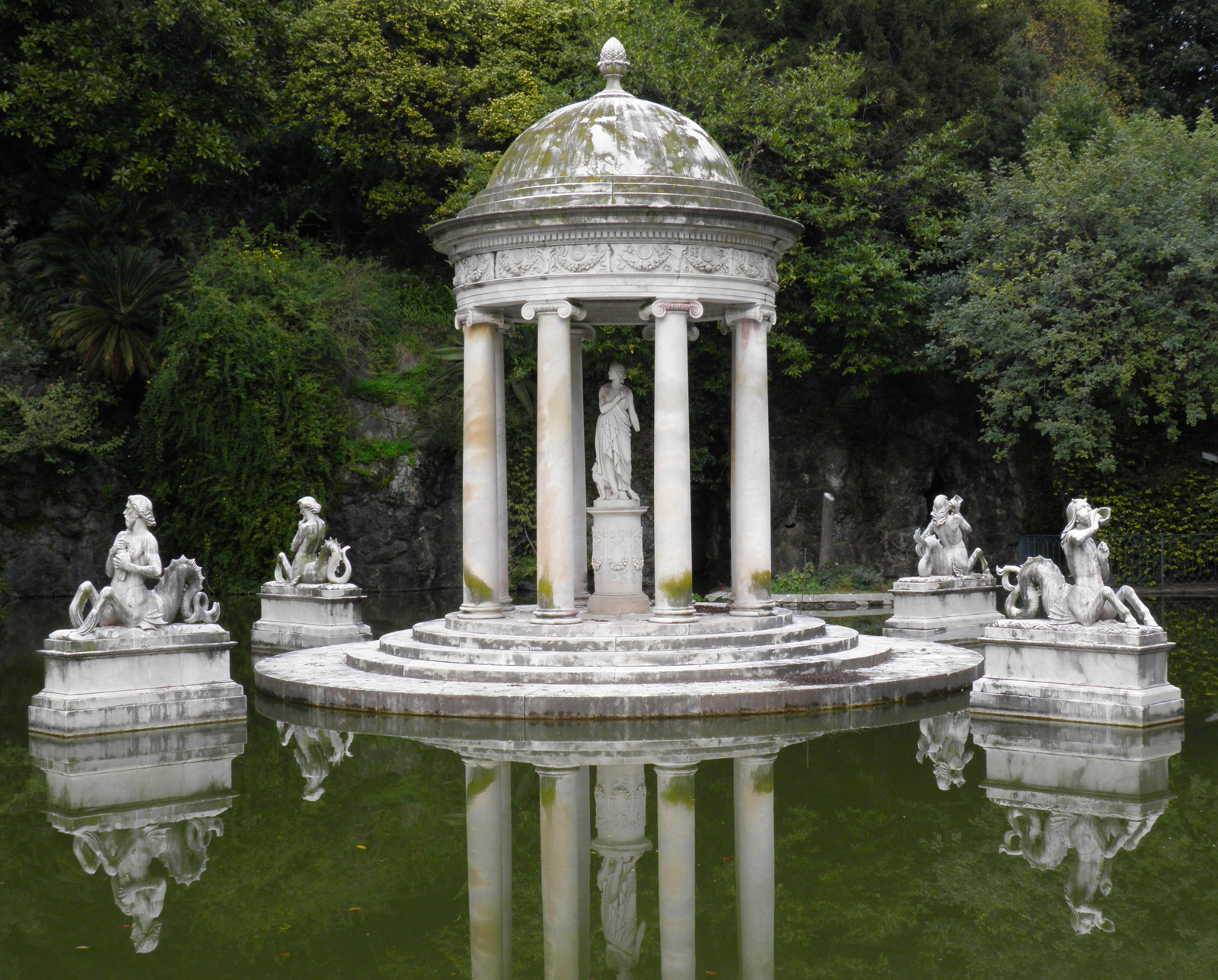
Il neoclassico tempio di Diana, al centro del Lago grande

Il parco ideato da Michele Canzio fu realizzato a partire dal 1840 ed i lavori si protrassero ancora per qualche tempo dopo l'inaugurazione ufficiale del 1846. Considerato tra le più alte espressioni del giardino romantico ottocentesco, fu concepito come un'originale rappresentazione teatrale che attraverso un insieme articolato di scenografie disegna un percorso narrativo in tre atti, ricco di significati simbolici e allegorici, che si snoda lungo sentieri contornati da architetture neoclassiche, neogotiche o rustiche, palme, piante esotiche, lecci e allori, portando il visitatore a vivere emozioni diverse e contrastanti.
Il percorso ideato dal Canzio inizia dal piazzale della villa: percorrendo un viale, fiancheggiato da lecci e allori, si incontra subito il "coffee house", piccolo edificio in stile neoclassico, decorato con quattro statue di Carlo Rubatto (Ebe, Flora, Leda e Pomona); al termine del viale si incontra l'"Arco di Trionfo", decorato da statue di G.B. Cevasco, che segna la fine del prologo ed immette alla zona del primo atto, incentrato sulla Natura: un'iscrizione latina sull'arco, che sul retro diventa un casolare rustico, avverte che dall'ambiente cittadino si passa alla quiete del bosco, invitando il visitatore ad abbandonare le preoccupazioni quotidiane per godere delle semplici gioie della campagna. Qui è presente una delle più antiche collezioni italiane di camelie la cui fioritura è ovviamente visibile in primavera. La collezione di camelie, immancabile nei giardini ottocenteschi, comprende numerose cultivar pregiate provenienti da tutto il mondo, impiantate nel periodo 1856-1877 sotto la supervisione di Carlo Moroni, capo giardiniere della villa, ritenuto all'epoca uno dei maggiori conoscitori di camelie.

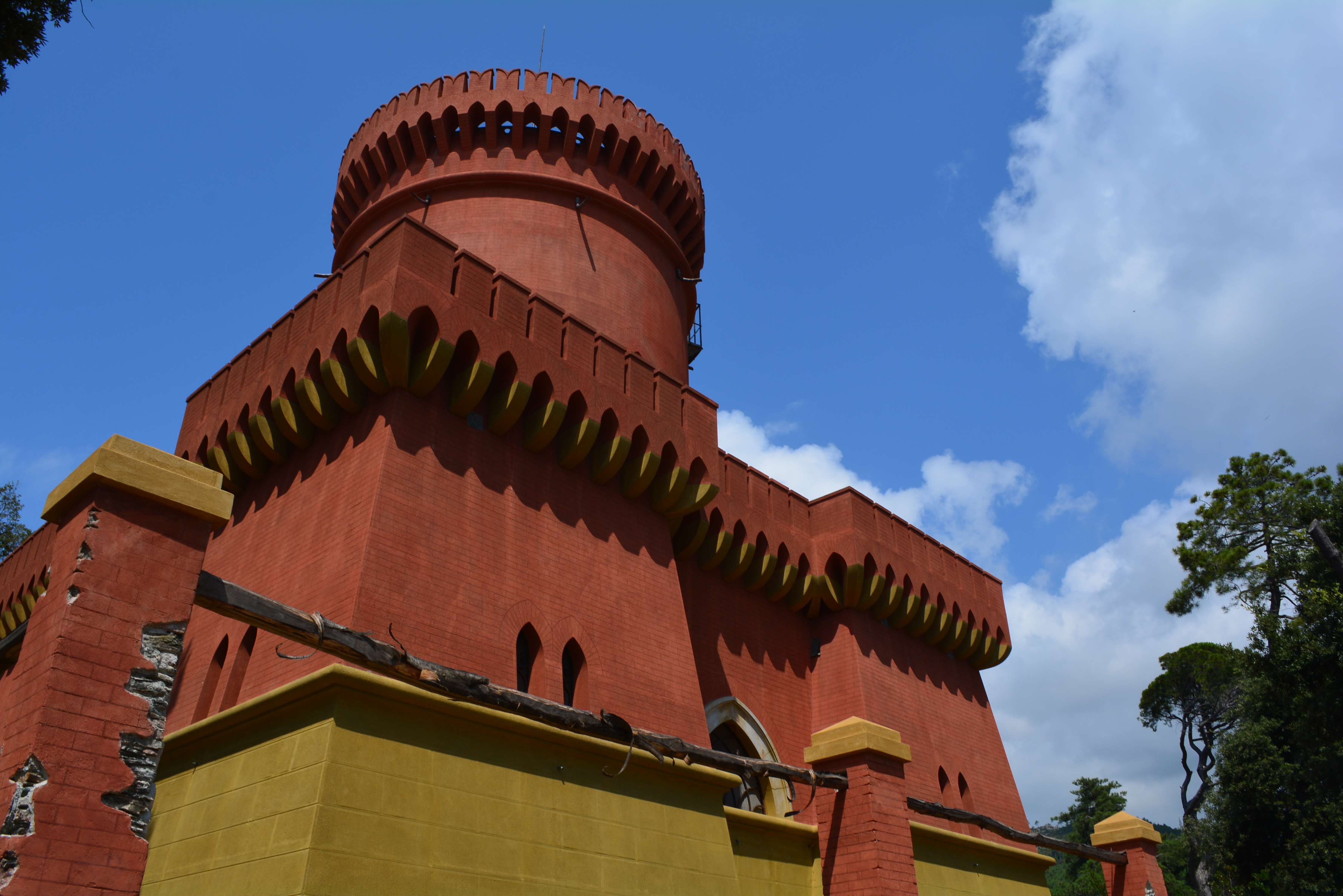
Il castello medioevale

Dopo il bosco delle camelie si risale la collina tra pini marittimi e si giunge prima al piazzale dei giochi meccanici, poi alla sommità della pineta (secondo atto) dove finte rovine medioevali rappresentano il succedersi della Storia: la cappelletta gotica della Madonna, il castello, il mausoleo del Capitano, le tombe degli Eroi e la casa colonica (anch'essa in stile medioevale) rievocano epici eventi ispirati al mondo cavalleresco, mito della cultura romantica.
Il castello, a base quadrata e con una torre centrale cilindrica, è internamente affrescato e contiene pregevoli arredi.

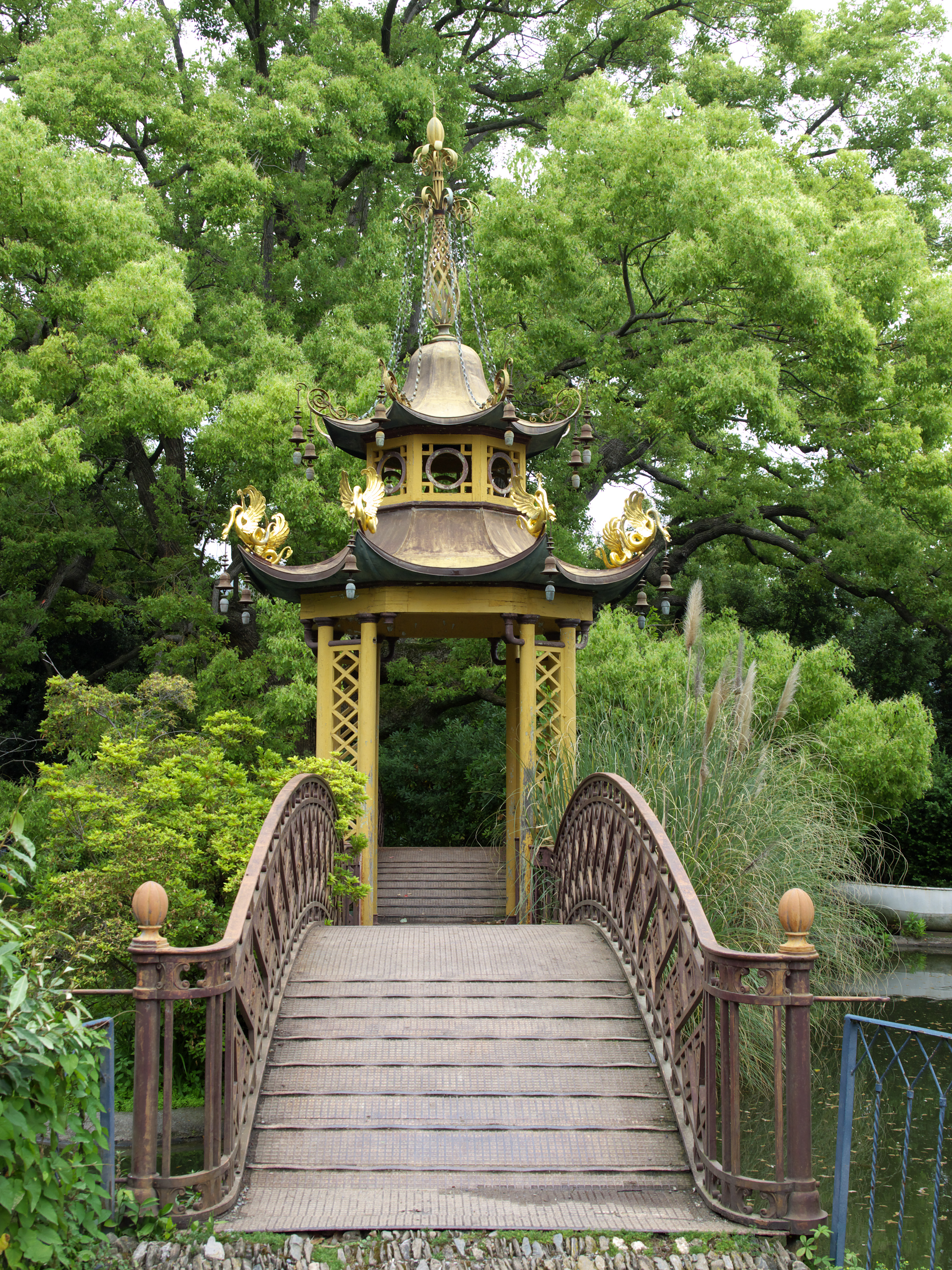
Il ponte giapponese e la pagoda

Il terzo atto è quello della Purificazione. Tramite un percorso tortuoso e buio all'interno di una grotta raffigurante gli inferi si arriva alla scenografia del Lago grande, immagine catartica del Paradiso: qui la maestria scenografica del Canzio si rivela in pieno, col tempietto neoclassico dedicato a Diana che sorge al centro del lago, immagine divenuta simbolo del parco, il ponticello in ferro in stile orientale, la pagoda cinese, l'obelisco egizio e il tempio turco. Proseguendo si arriva al Casino di Flora, una costruzione a pianta ottagonale ornata di stucchi e vetri colorati e con all'interno un gioco di specchi contrapposti che dilata all'infinito l'immagine del soggetto al centro della sala.
In tutto il parco sono numerose le statue, attribuite per lo più a Giovanni Battista Cevasco, i giochi d'acqua e rari esemplari vegetali.
Il percorso ideato dal Canzio si presta ad una duplice interpretazione: accanto al punto di vista del comune visitatore, di puro divertimento, in cui prevalgono la meraviglia e lo stupore per i variegati paesaggi naturali e le ambientazioni esotiche, se ne affianca un'altra in chiave massonico-esoterica, ispirata dalle idee massoniche del marchese Pallavicini, sebbene mai apertamente dichiarate.
Secondo questa interpretazione le ambientazioni romantiche del parco dissimulerebbero un percorso d'iniziazione massonica, con il suo messaggio di ricerca della verità attraverso la conoscenza. Punti chiave di questo percorso sono il passaggio attraverso l'arco, con l'invito ad abbandonare le preoccupazioni quotidiane per immergersi nella quiete della natura, la conoscenza della storia e della tecnica, per approdare infine alla verità dopo il passaggio di purificazione attraverso la grotta buia e tortuosa.

#### Galleria d'immagini

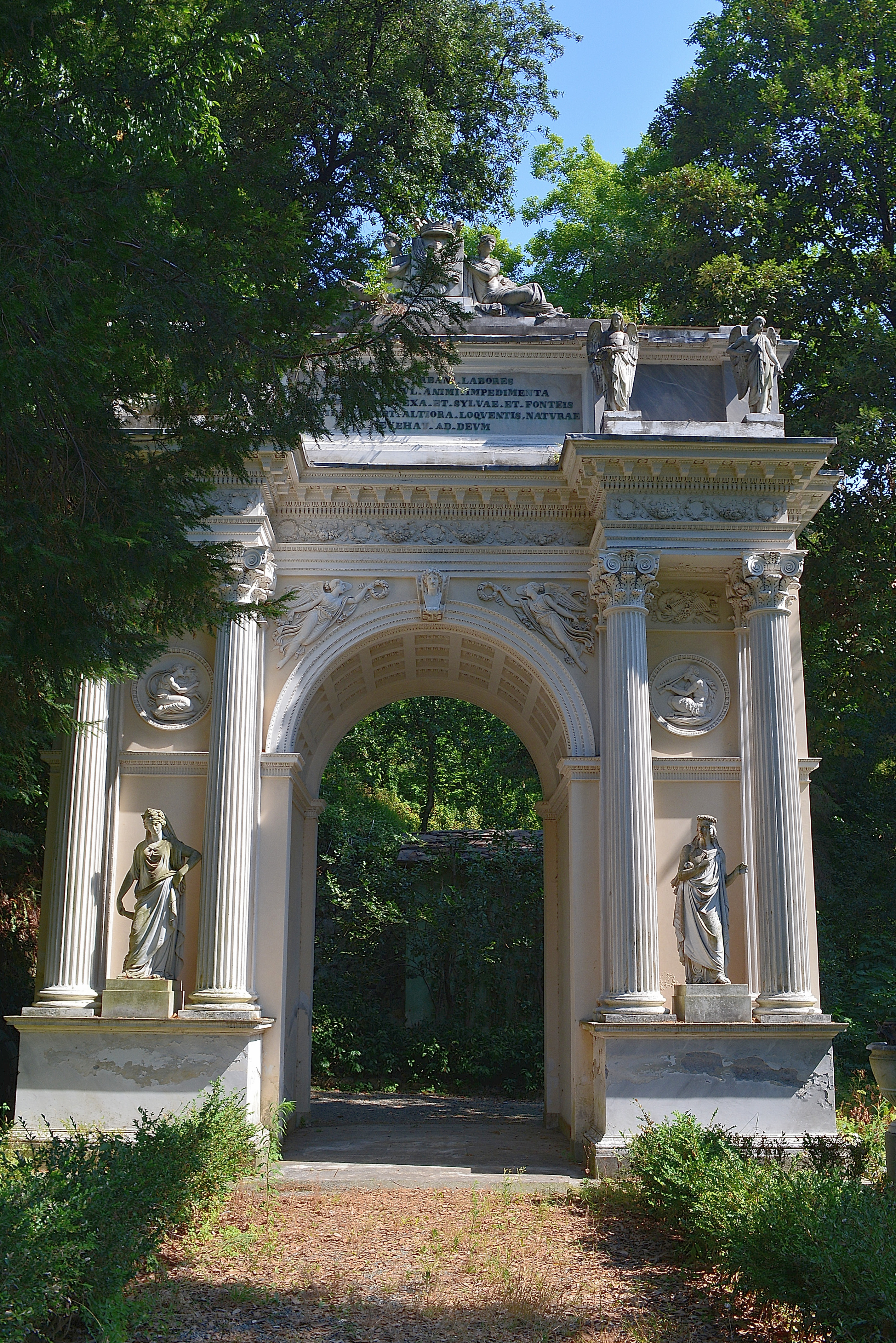
Arco di trionfo
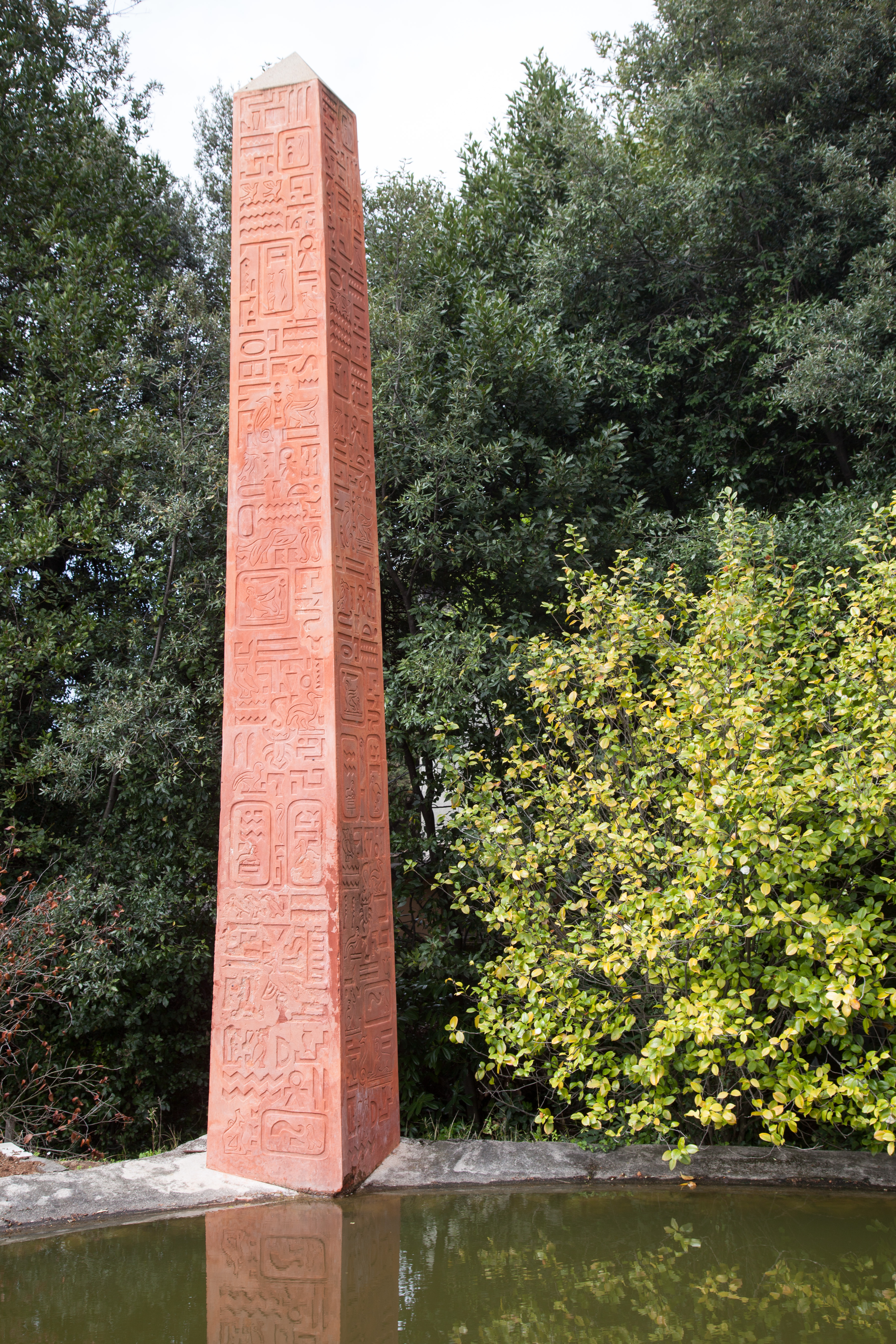
Obelisco egizio
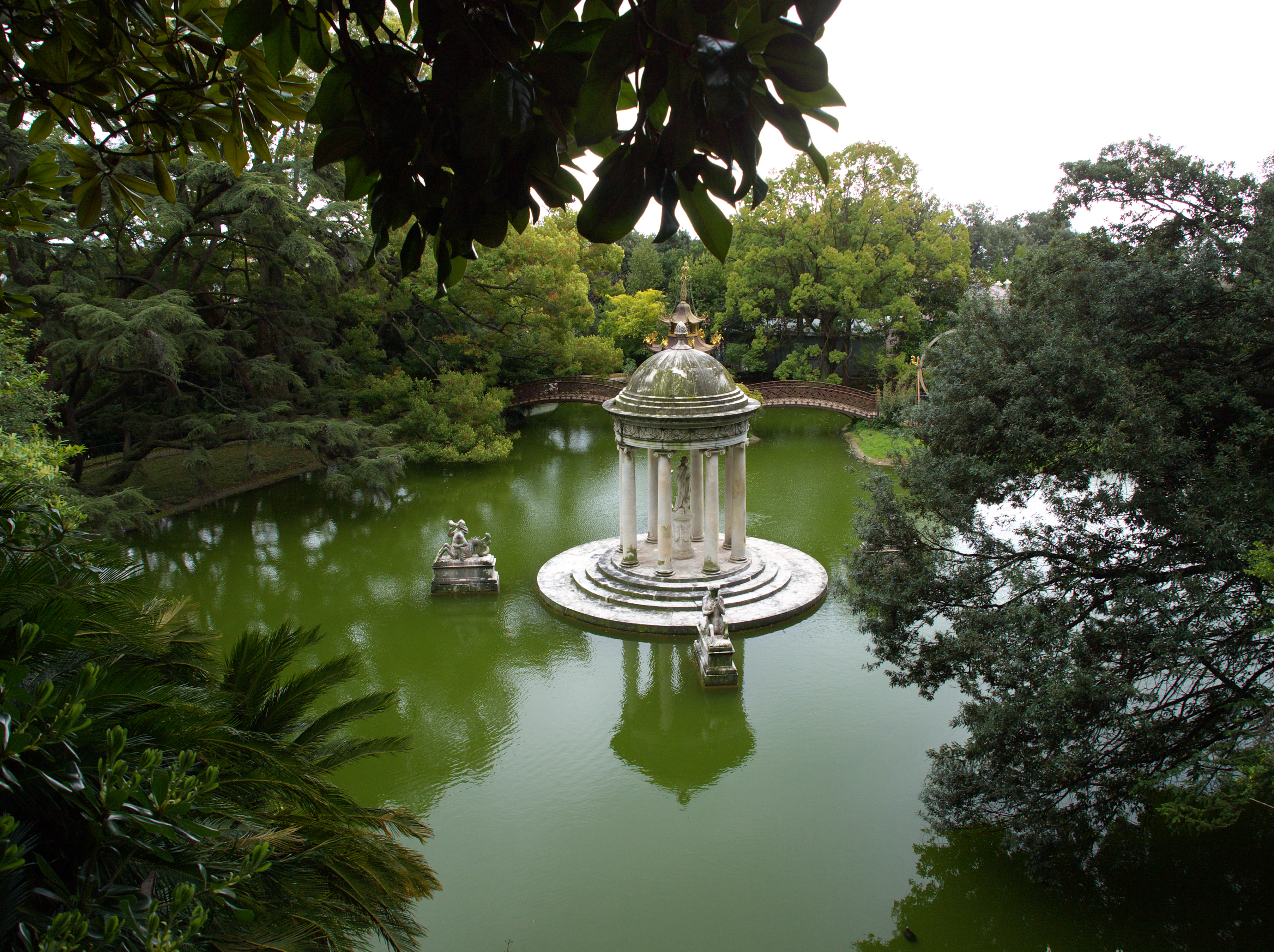
Veduta del Lago grande
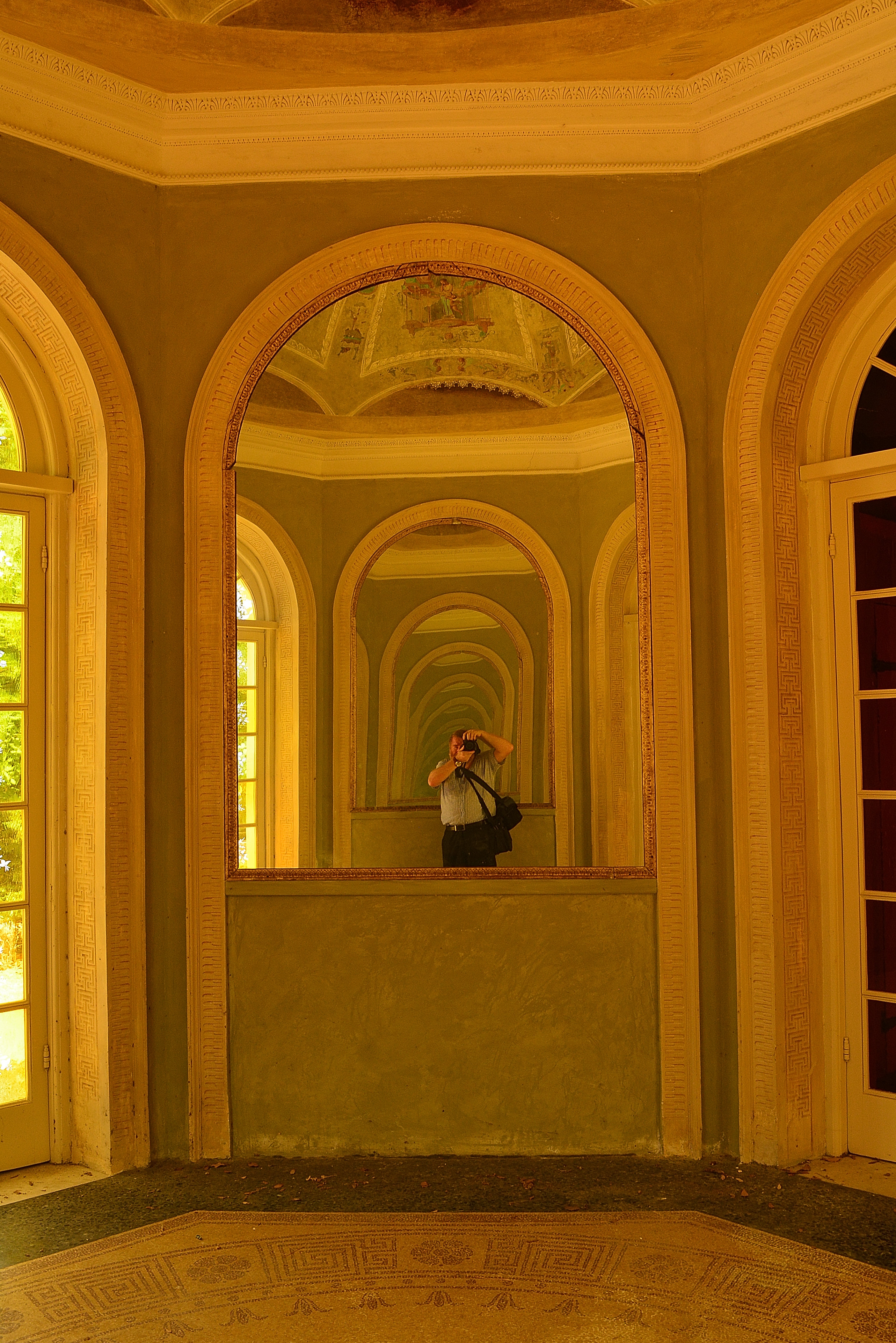
Sala degli specchi nel Casino di Flora
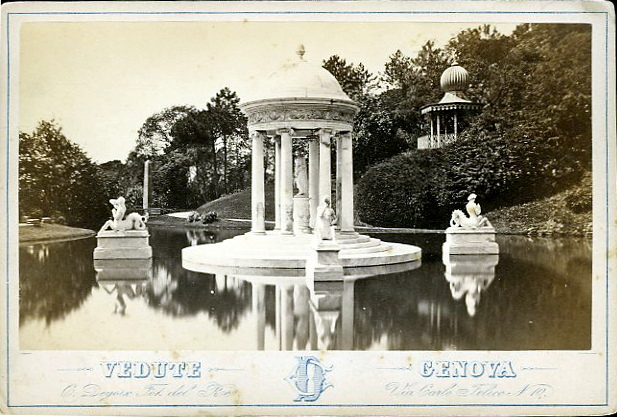
Il tempio di Diana in un'immagine ottocentesca di Celestino Degoix

### Giardino botanico

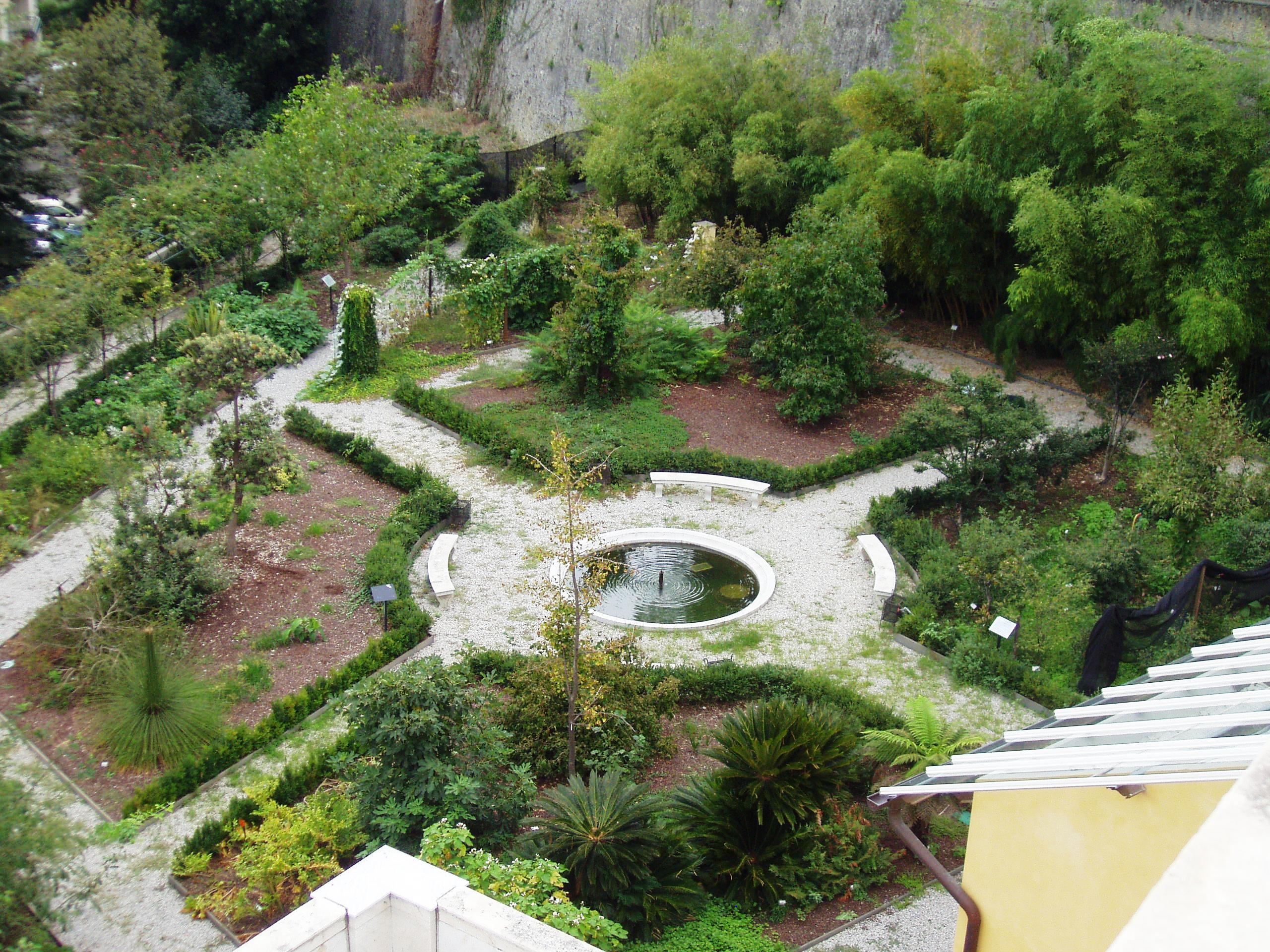
Scorcio del giardino botanico

Il parco include al suo interno il giardino botanico intitolato a Clelia Durazzo, che ospita collezioni di piante esotiche ed autoctone disposte secondo un itinerario didattico, di grande interesse sia per gli studiosi che per i semplici visitatori. Il giardino si estende su 4500 m² e vi sono esposte circa 1500 specie vegetali.
Il giardino fu realizzato nel 1794 da Clelia Durazzo, botanica di fama internazionale, nel parco della villa allora di proprietà del marito Giuseppe Grimaldi.
Dopo la costituzione della repubblica democratica, nel 1797, i coniugi Grimaldi trascorsero alcuni anni a Parma. Tornata a Genova la marchesa arricchì la collezione con un gran numero di piante provenienti da tutto il mondo ed il giardino conobbe una grande notorietà internazionale. Nel 1840 Ignazio Pallavicini fece realizzare il parco romantico, e in questa circostanza venne risistemato anche il giardino botanico, che rimase però ai margini nella nuova sistemazione del parco.
Dal 1928, quando l'intero complesso passò al comune di Genova, il giardino fu utilizzato come vivaio per la produzione di piante e fiori destinati ai giardini pubblici della città. Rivalutato nel corso degli anni ottanta, le collezioni vennero notevolmente accresciute e nel 1992 fu aperto a visite a carattere didattico e divulgativo, riorganizzandolo completamente in tale prospettiva. Ulteriori interventi sono stati eseguiti a più riprese tra il 1994 e il 2004.
Caduto in totale abbandono, il giardino attualmente non è visitabile.

### Museo di archeologia ligure

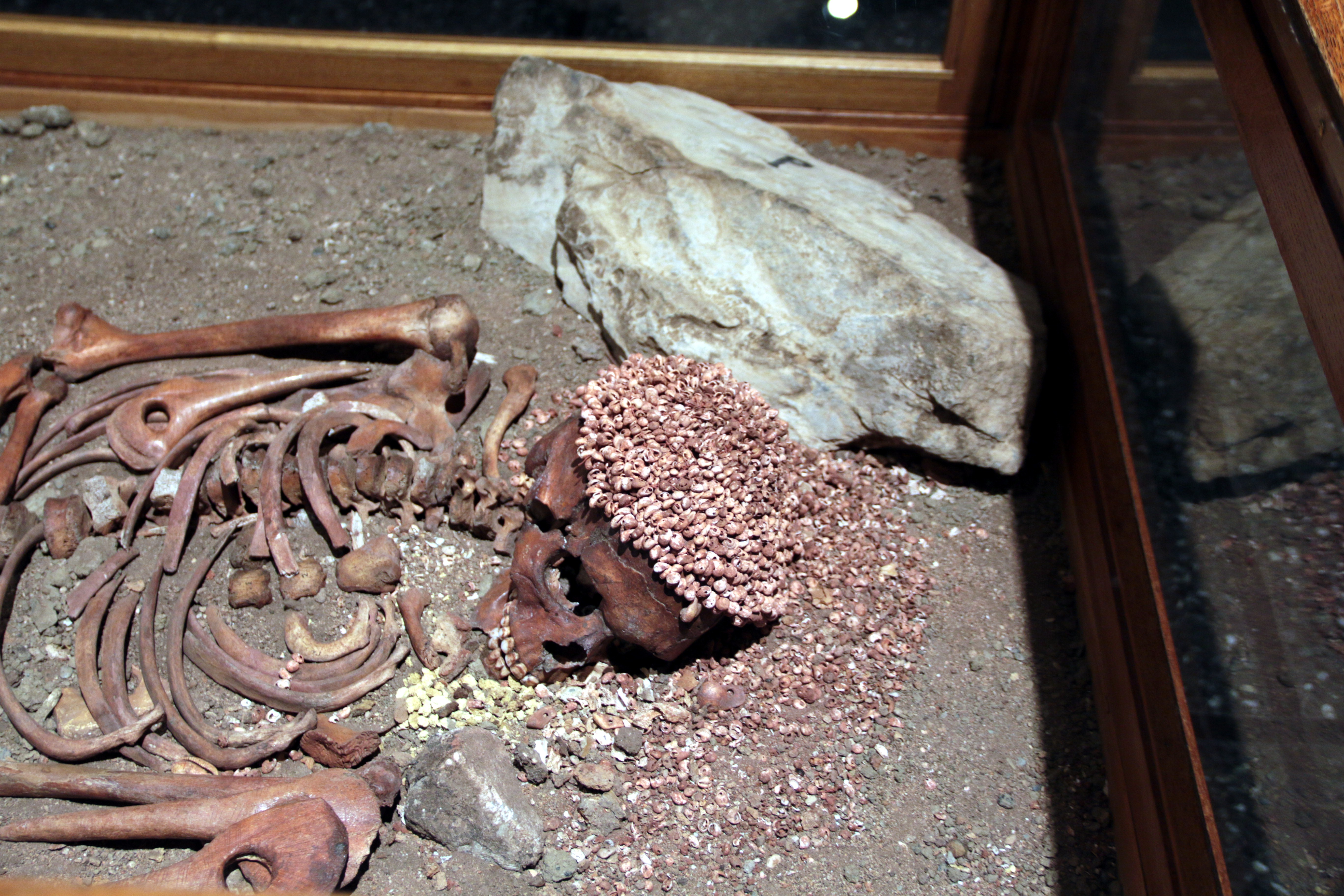
Tomba del "Principe"

Il museo di archeologia ligure, allestito all'interno della villa, fu inaugurato nel 1936. I reperti sono disposti lungo un percorso che si sviluppa attraverso 13 sale documentando la vita dei popoli che abitavano la Liguria tra centomila anni fa e la fine dell'impero romano ed i cambiamenti climatici intervenuti in questo periodo, con oggetti provenienti dalle grotte della riviera di Ponente (Balzi Rossi, grotte di Toirano, grotte del Finalese), sepolture paleolitiche, neolitiche e dell'età del ferro ed i corredi funebri della necropoli preromana di Genova. Oltre a testimonianze delle popolazioni liguri sono esposte antichità egizie provenienti dalla collezione d'Albertis ed una raccolta di vasi antichi donata alla città dal principe Oddone di Savoia.
Tra i reperti più importanti le sepolture paleolitiche, tra le più cospicue e meglio conservate d'Europa tra cui quella di un giovane alto e robusto di circa 15 anni di età, morto per un trauma violento, risalente a circa 24.000 anni fa, detta del Principe per la straordinaria ricchezza del corredo funerario, proveniente dalla grotta delle Arene Candide. Nel museo sono conservate anche la Tavola bronzea di Polcevera, testimonianza della vita delle popolazioni dell'entroterra genovese nel II secolo a.C. e la statua-stele di Zignago, la prima delle numerose ritrovate in Lunigiana, enigmatiche raffigurazioni di eroi-guerrieri dell'età del rame.

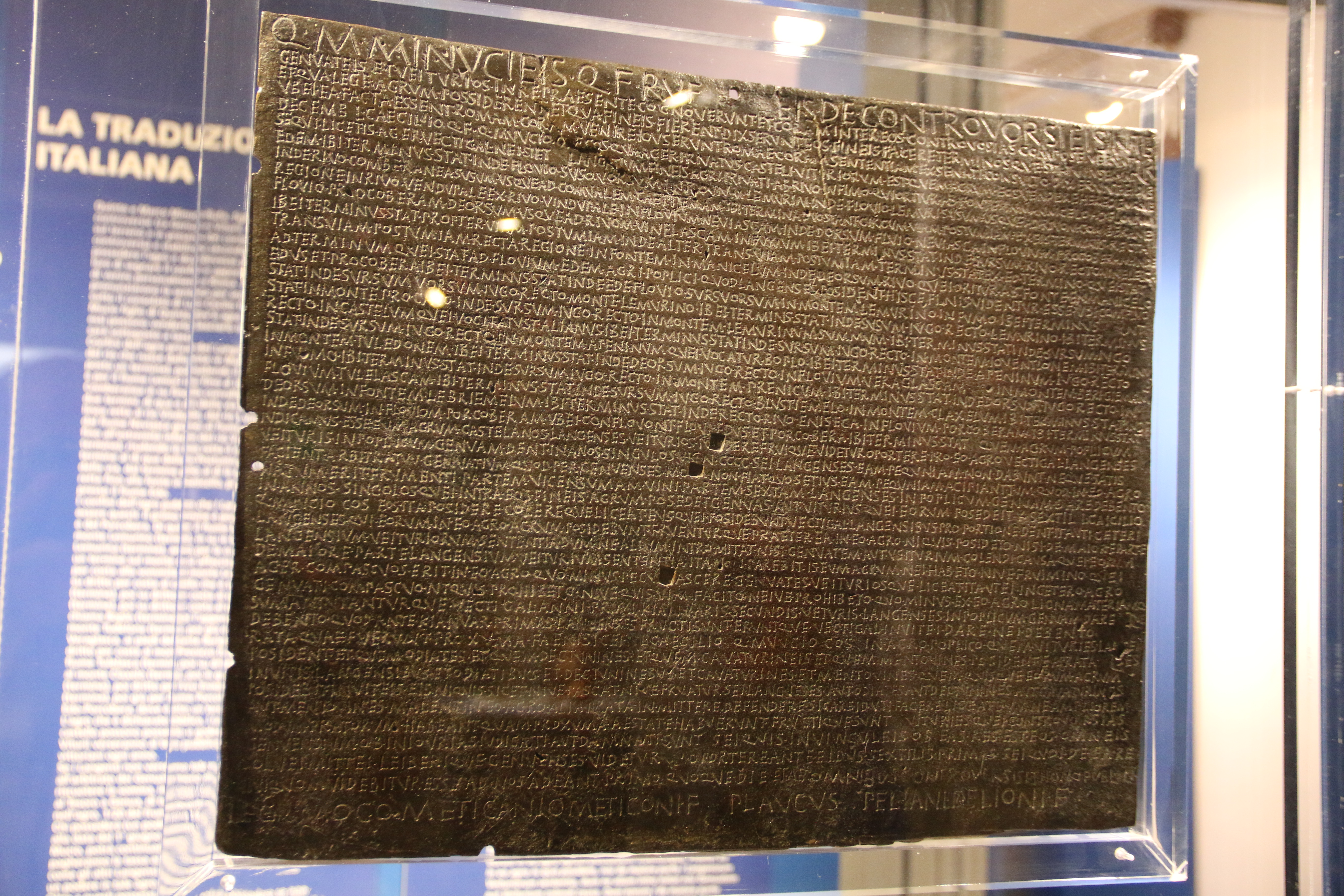
La tavola bronzea di Polcevera
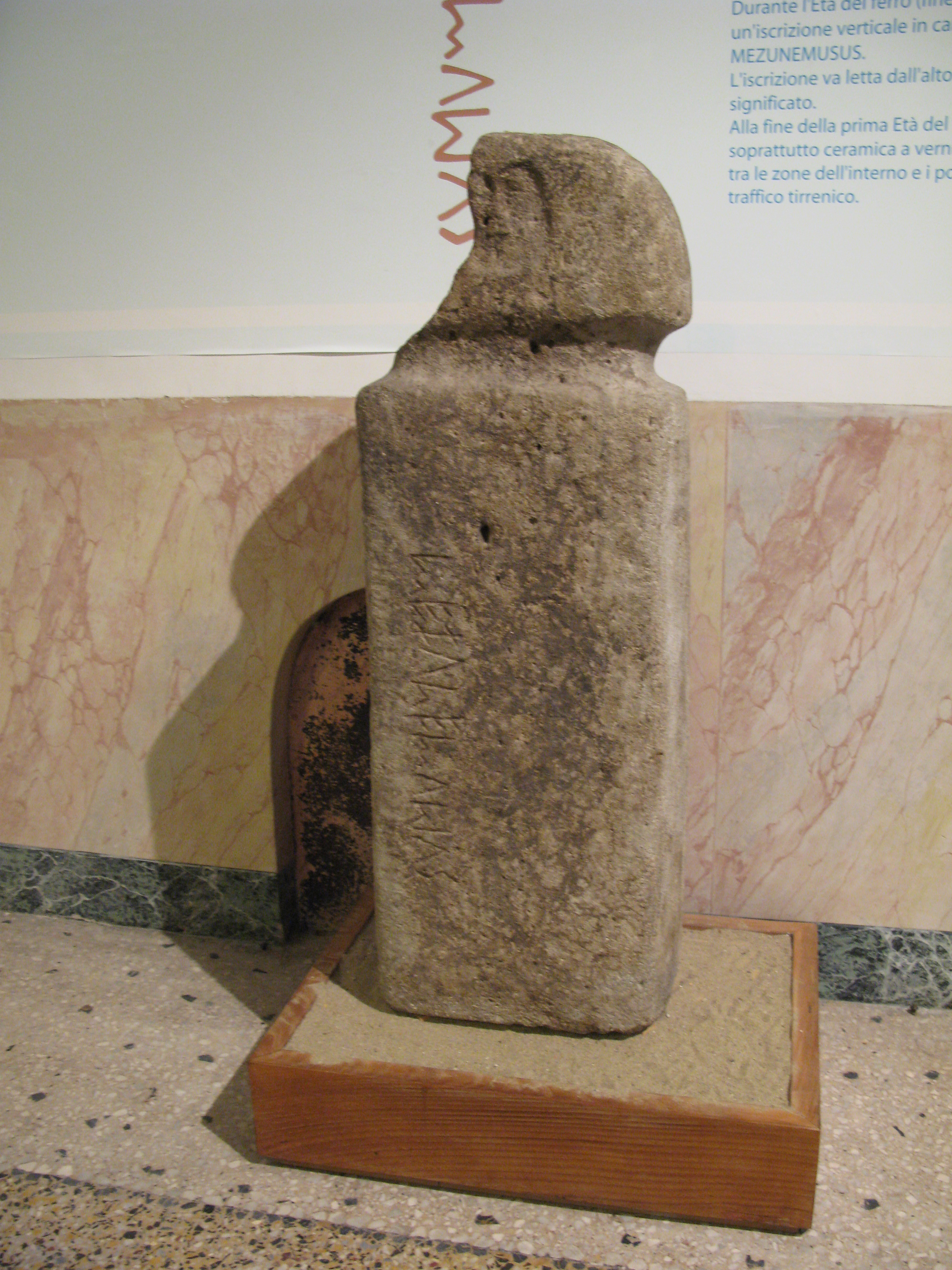
La statua-stele di Zignago